# Calínico (exarca)
Calínico (Καλλίνικος en griego) fue el exarca de Rávena desde 597 a 602 o 603. Fue llamado Gallicinus, o Gallicini patricii, por el historiador lombardo Pablo el Diácono.
Los primeros años de su administración estuvieron marcados por una fortuna relativamente buena. En 598 se concluyó un armisticio entre los bizantinos y los lombardos en el que los segundos fueron reconocidos como gobernantes soberanos de las tierras en su poder, y que ambas partes observaron durante los años siguientes. Sin embargo, alrededor del 601, Calínico se aprovechó de una rebelión de los duques de Tridentum y Forum Julii y rompió la paz al secuestrar a la hija del rey lombardo Agilulfo y su esposo en Parma. En respuesta, Agilulfo invadió el exarcado, destruyendo Padua, saqueando Istria y luego derrotando a Calínico fuera de los muros de Rávena. Poco después, Calínico fue reemplazado por Esmaragdo.